# Sporting Club Viareggio 1923-1924
Questa voce raccoglie le informazioni riguardanti lo Sporting Club Viareggio nelle competizioni ufficiali della stagione 1923-1924.

## Stagione
Seconda edizione del torneo cadetto del campionato italiano di calcio.

## Rosa
| N. |                   | Ruolo | Calciatore       |
| -- | ----------------- | ----- | ---------------- |
|    | Italia (bandiera) | P     | Bianco Bandoni   |
|    | Italia (bandiera) | C     | Elisio Barsanti  |
|    | Italia (bandiera) | D     | Roberto Barsanti |
|    | Italia (bandiera) | A     | Mario Bertolucci |
|    | Italia (bandiera) | P     | Virgilio Boschi  |
|    | Italia (bandiera) | A     | Arturo Codecasa  |
|    | Italia (bandiera) | C     | Giorgio Conti    |
|    | Italia (bandiera) | P     | Mario Del Chiaro |
|    | Italia (bandiera) | C     | Alfio Giorgetti  |

| N. |                   | Ruolo | Calciatore           |
| -- | ----------------- | ----- | -------------------- |
|    | Italia (bandiera) | C     | Egisto Giorgetti     |
|    | Italia (bandiera) | D     | Pietro Landucci      |
|    | Italia (bandiera) | D     | Gabbriello Malfatti  |
|    | Italia (bandiera) | D     | Renato Puccinelli    |
|    | Italia (bandiera) | D     | Euro Riparbelli      |
|    | Italia (bandiera) | C     | G.Battista Rosellini |
|    | Italia (bandiera) | D     | Emilio Vannucchi     |
|    | Italia (bandiera) | C     | Cesare Simonini      |
|    | Italia (bandiera) | A     | Alfonso Tomei        |